# صادق حكيم
صادق حكيم (بالإنجليزية: Sadik Hakim)‏ هو عازف بيانو وملحن أمريكي، ولد في 15 يوليو 1919 في دولوث في الولايات المتحدة، وتوفي في 20 يونيو 1983 في نيويورك في الولايات المتحدة.

## وصلات خارجية
- صادق حكيم على موقع ميوزك برينز (الإنجليزية)
- صادق حكيم على موقع ديسكوغز (الإنجليزية)